# Shove It
A Shove It az első albuma a brit The Cross rockegyüttesnek, amelyet Roger Taylor, a Queen együttes dobosa alapított. Az albumon megkísérelték keverni a rock és a dance hangzásokat.

## Története
Eredetileg Taylor egy következő szólóalbumot tervezett, végül azonban 1987-ben megalakult a The Cross, így az anyag Cross albumként jelent meg. A felvételek idejére szinte teljesen megírta az összes dalt, ez magyarázza, hogy az együttes többi tagja miért nem járult hozzá a dalszerzéshez. Ami különlegessé teszi az albumot az az, hogy a Heaven for Everyone bizonyos kiadásokon Freddie Mercury énekével szerepelt, Brian May gitáron játszott a Love Lies Bleeding című dalban, John Deacon pedig basszusgitározott néhány felvételen (bár az ő közreműködését nem jelölték).

## Fogadtatás
Az album hideg fogadtatásra talált mind a rajongók, mind a kritikusok körében, és csak a listák legaljára került fel. A brit slágerlistán két hétig szerepelt, és az 58. hely volt a legmagasabb helyezése, de az amerikai listákra fel sem került.

## Album dalai
Az összes dalt Roger Taylor írta

### Angliai kiadás
1. Shove It – 3:28
2. Cowboys and Indians – 5:53
3. Contact – 4:54
4. Heaven for Everyone (Freddie Mercury énekével) – 4:54
5. Stand Up for Love – 4:22
6. Love on a Tightrope (Like an Animal) – 4:49
7. Love Lies Bleeding (She Was a Wicked, Wily Waitress) – 4:25
8. Rough Justice – 3:22
9. The Second Shelf Mix – 5:50

### Amerikai kiadás
1. Love Lies Bleeding (She Was a Wicked, Wily Waitress) – 4:25
2. Shove It – 3:28
3. Cowboys and Indians – 5:53
4. Contact – 4:54
5. Heaven for Everyone (Roger Taylor énekével) – 4:54
6. Feel the Force – 3:44
7. Stand Up for Love – 4:22
8. Love On a Tightrope (Like an Animal) – 4:49
9. Rough Justice – 3:22

## Közreműködők
- John Brough: producer
- Spike Edney: billentyűsök
- Josh MacRae: dobok
- Brian May: vendégzenész, gitár
- Freddie Mercury: vendégzenész, vokál
- Kevin Metcalfe: vezérlés
- Clayton Moss: gitár
- Peter Noone: basszusgitár
- Jill O'Donovan: háttérvokál
- Susie O'List: háttérvokál
- David Richards: producer
- Sheila Rock: fényképészet
- Roger Taylor: gitár, vokál, producer
- Gary Wathen: design